# Майстер-комендор-сержант

Нашивка старшого комендор-сержанта

Майстер-комендор-сержант або ста́рший комендо́р-сержа́нт(англ. Master Gunnery Sergeant, MGySgts) — одне з найвищих військових звань (сержантського) складу Корпусу морської піхоти США. В Корпусі морської піхоти це звання відноситься до дев'ятого ступеня військової ієрархії (E-9) поруч з військовими званнями сержант-майора та сержант-майор Корпусу морської піхоти США.

## Історія
Військове звання старший комендор-сержант з'явилося у системі військової ієрархії Корпусу морської піхоти разом з нижчим званням комендор-сержанта за часів іспано-американської війни 1898 року й існує з перервами в сучасній морської піхоті. Значної реорганізації система військових звань зазнала в ході реформи 1958—1959 років.
Разом з сержант-майором та першим сержантом, військові з цим званням займають ключові позиції у військовій структурі морської піхоти. Проте, на відміну від сержант-майора, який в основному займає адміністративні посади, старший комендор-сержант відповідає за військову дисципліну та входить до складу «S-3».
Старший комендор-сержант у відповідності до Штатно-посадової спеціальності (англ. Military Occupational Specialty (MOS) входить до складу секції оперативного планування й є найголовнішим сержантом у штабі батальйону морської піхоти для усього сержантського та солдатського особового складу підрозділу. Він також може входити до складу відділу оперативного планування у вищестоящому штабному елементі. У штаті підрозділу артилерійського, танкового, зв'язку, логістики та іншого, що є в структурі формування морської піхоти США він зазвичай служить або начальником оперативного відділу, у відповідного типу до його спеціальності, батальйоні/полку (наприклад, артилерійський дивізіон/полк, танковий батальйон) або як начальник секції, що входить структурно до полкового або вищого рівня штабу, як то секції зв'язку, логістики тощо.